# 松田美夜子
松田 美夜子（まつだ みやこ、1963年 - ）は日本の生活環境評論家、内閣府原子力委員。

## 人物
家電リサイクル法成立に関わった。
ムーブ出演時にナレーションで「科学者」と紹介された。
宮崎哲弥が「メディアが環境の事象を挙げ、co2のせい、温暖化のせいと言うが、証明されていませんよね」と質問したが「専門家ではないのでわかりませんが」と発言した。
NPO「持続可能な社会をつくる元気ネット」幹事時代、資源エネルギー庁の放射性廃棄物地層処理に関するワークショップ事業を、2007年から6年連続で受注していたことが毎日新聞の取材により判明。

## 略歴
奈良女子大学卒業。2000年4月に富士常葉大学環境防災学部助教授に就任。2005年4月に同大学教授に就任。現在は内閣府・環境省・経済産業省・原子力委員会・農林水産省・文部科学省・原子力委員会の審議会委員として各プロジェクトに参加している。